# Рагби јунион репрезентација Обале Слоноваче
Рагби јунион репрезентација Обале Слоноваче је рагби јунион тим који представља Обалу Слоновачy у овом екипном спорту. Рагби су у Обалу Слоновачу донели Французи. Први званичан тест меч рагби јунион репрезентација Обале Слоноваче одиграла је против Зимбабвеа и доживела пораз 22-9. Најубедљивију победу Обала Слоноваче забележила је против Мауритијуса 83-3 2013. Највећи успех у историји рагбисти Обале Слоноваче остварили су 1995. када су се пласирали на Светско првенство у рагбију.

## Тренутни састав
Мохамед Дембеле
Диак Гасама
Тидиане Камара
Лорент Диоманде
Сиднеј Едоуард
Артур Тиан
Сиднеј Ђипоро
Бедел Догоуи
Лендри Тиан
Луис Коуадио
Силвере Тиан
Оливер Диоманде
Ибрахима Конате
Едгар Бабау - капитен
Марк Јокубе
Франк Ахо
Кинафо Пила Диабате
Иса Мелте
Даоуда Коне
Бакари Мелте